# Janet Amponsah
Janet Amponsah (Ghana, 12 de abril de 1993) es una atleta ghanesa, especialista en la prueba de 100 m, en la que logró ser subcampeona africana en 2018

## Carrera deportiva
En el Campeonato Africano de Atletismo de 2018 celebrado en Asaba (Nigeria) ganó la medalla de plata en los 100 metros, con un tiempo de 11.54 segundos, tras la marfileña Marie-Josée Ta Lou (oro con 11.15 segundos) y por delante de la nigeriana Joy Udo-Gabriel (bronce con 11.58 segundos). También ganó la medalla de bronce en los 200 metros.